# Bet-Nahrain
Bet Nahrain, druge transliteracije: Beth Nahrain, Bet, Beet; Nahrayn, Nahreen, Nahrin, itd (sirski:  ܒܝܬ ܢܗܪ̈ܝܢ Bêṯ Nahrayn , IPA be̝θˈnah.rajn ); "dom dviju rijeka", ime je na sirskom jeziku regije znane kao Mezopotamija. Uporaba imena Bet-Nahrain ima ponešto i drukčije značenje od imena Mezopotamije. Zemljopisno, odnosni se na područje između i na okružje rijeka Eufrata i Tigrisa, kao i njihovih pritoka. Aramejsko ime jedva opisuje područje između i oko rijeka, ne samo između rijeka. Asirci smatraju taj kraj domovinom.
Ovo područje ugrubo obuhvaća većinu današnjeg Iraka, dijelove jugoistočne Turske, sjeverozapadnog Irana i nešto više odnedavno i sjeveroistočne Sirije. Asirce se smatra domorodačkim stanovicima Bet Nahraina. "Nahrainean" ili "Nahrainian" je anglicizirani oblik sirskog "Nahrāyā" (sirski ܢܗܪܝܐ ), što je aramejski ekvivalent za "Mezopotamac". Prema tome na hrvatskome bi jeziku bilo "Nahrainac".

## Povijest

### Etimologija
Premda se se smatra da je ime kalk od "Mezopotamija", suprotno je vjerojatnije. Aramejsko ime je potvrđeno od usvajanja staroaramejskoga kao lingue france Novoasirskog Carstva u 8. st. pr. Kr., a grčko ime Mesopotamia prvi je put skovano u 2. st. pr. Kr. i tvorac je povjesničar Polibije tijekom Seleukovićkog razdoblja. Ime Bayn al-Nahrayn također je nađeno u arapskom jeziku ( بين النهرين ), "između dviju rijeka"). Ostala, manje uobičajene klasične sirske inačice imena su Bêṯ Nahrawwāṯā ( ܒܝܬ ܢܗܪ̈ܘܬܐ, "između rijeka") i Meṣʿaṯ Nahrawwāṯā ( ܡܨܥܬ ܢܗܪ̈ܘܬܐ, "sredina rijeka").

### Suvremena kultura
Izrazom "Bet Nahrain" uobičajeno se služe i istočni i zapadni Asirci i služi kao jedinstveni front za autonomnu asirsku regiju. Slijedi popis političkih i vojnih organizacija razvijenih pod imenom "Beth Nahrain":
- Bet-nahrainske ženske zaštitne snage
- Demokratska stranka Bet-Nahraina
- Bet-nahrainska domoljubna revolucionarna organizacija
- Bet-Nahrainska stranka slobode

## Stanovnici
Asirci, također nazivani Sirjacima, Aramejcima ili Kaldejcima, vide se kao domorodački narod Bet-Nahraina. Govore različitim dijalektima novoaramejskog ovisno o njihovome zemljopisnom položaju unutar Bet-Nahraina. Danas Asirci u Iraku i Iranu kao i doline rijeke Habure u Siriji govore varijacijama sjeveroistočnog novoaramejskog dok Asirci u Turskoj i Siriji uglavnom govore dijalektom središnjeg novoaramejskog turoyom.
Ostale prominentne etničke skupine u Bet-Nahrainu su Arapi, Armenci, Jezidi, Turkmeni i Turci.